# Umeåprojektet

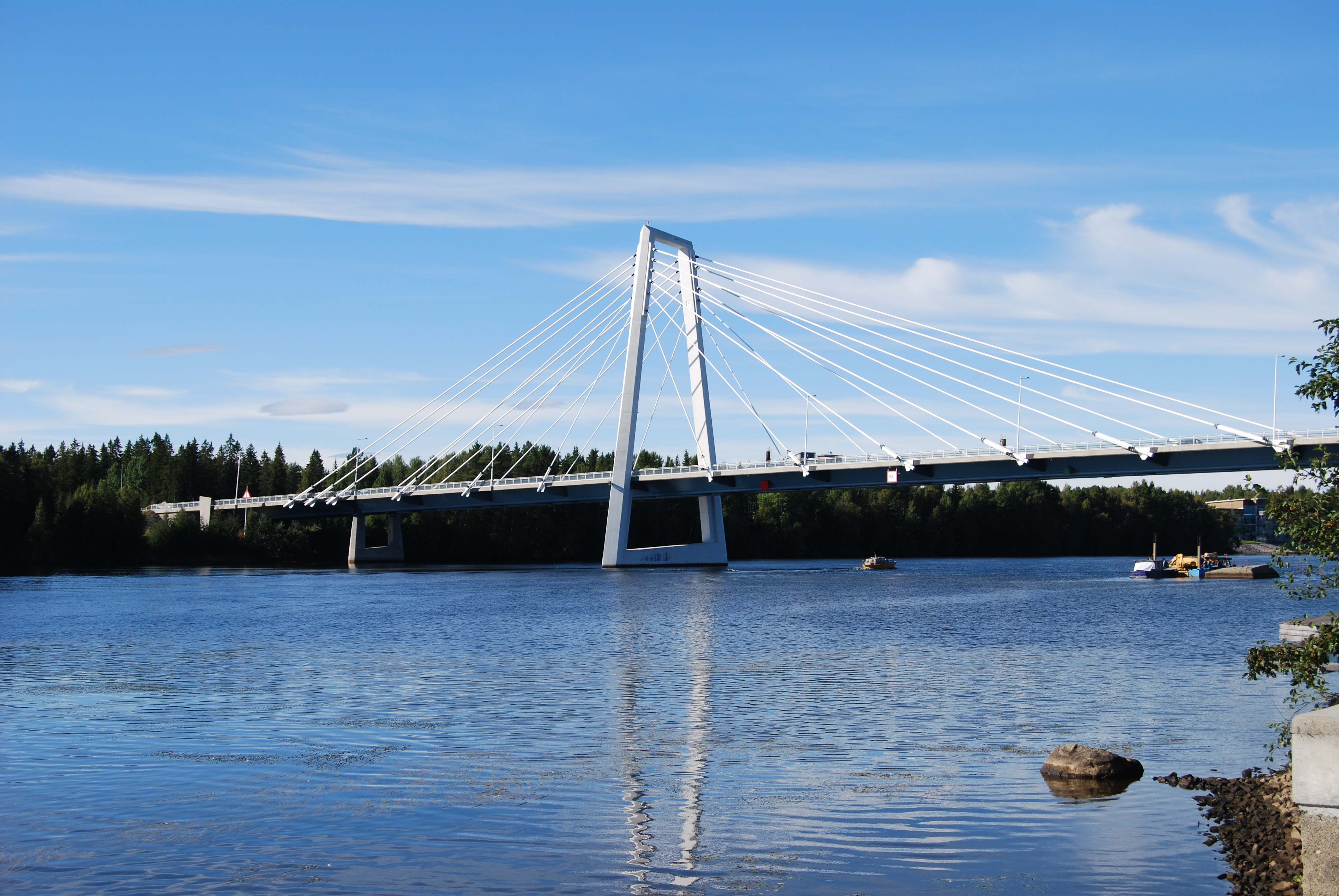
Kolbäcksbron ingår i Östra länken.

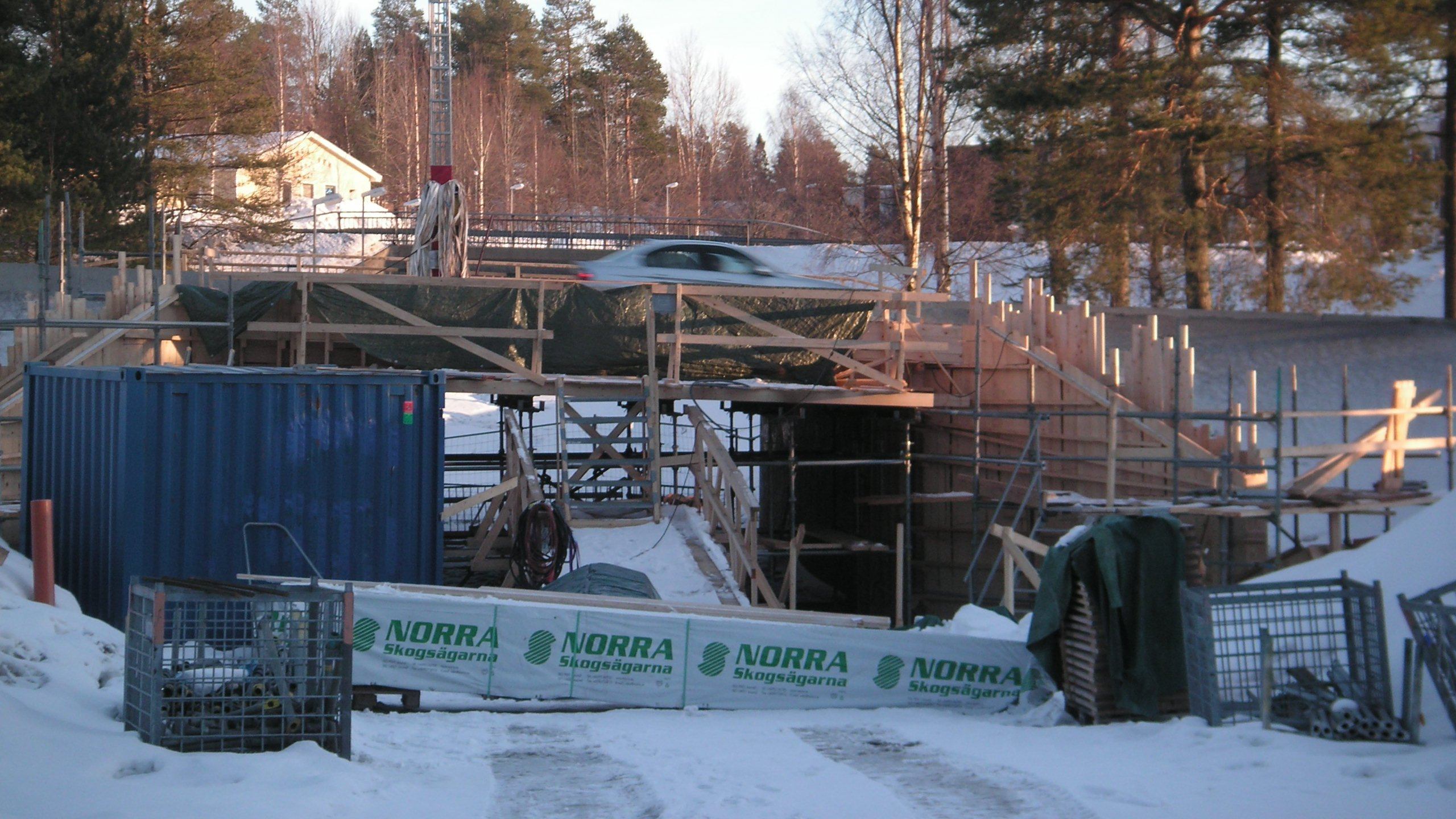
Gångport under Kolbäcksvägen förlängs för vägens nya bredd.

Umeåprojektet var det ringledsprojekt som pågick i Umeå mellan 1999 och 2024. Projektet slutfördes i samband med färdigställandet av Västra länken och bestod av tre entreprenader. Hela Umeåprojektet blev klart hösten 2024, till en kostnad av 2,2 miljarder kronor och där Umeå kommun var medfinansiär.

## Historia
Likt flera andra städer som ligger utmed E4 har europavägen passerat genom de centrala delarna av staden. Umeå kommun och Trafikverket har sedan 1980-talet arbetat med att flytta trafik från centrala Umeå för att försöka minska de rådande trafik-, säkerhets- och miljöproblemen. Genomfartstrafiken leds sedan 2012 via den nya Östra länken.
Under 1990-talet påbörjade Trafikverket en utredning om ett nytt trafiksystem i Umeå. Detta innehöll bland annat en sträcka över Röbäcksslätten som överklagades till regeringen med argumenten att sträckan skulle innebära omfattande intrång i jordbruks- och naturområden, vilket ledde till att projektet avslogs.
Efter att ha legat på is några år upptogs projektet igen 1999 med arbetsnamnet "Umeåprojektet 2". Projektet är uppdelat i tio olika entreprenader och beräknas vara klart hösten 2023.

## Östra länken
Östra länken består till stor del av entreprenad 2 och sträcker sig från korsningen E4/E12 och Kolbäcksbron i söder till korsningen nuvarande E4/ Kolbäcksvägen i norr. Vägen passerar bland annat stadsdelarna Sofiehem, Ålidhem, Carlshem och Mariehem. Detta är en sträcka på cirka 6 km och ombyggnationerna har omfattat breddning av Kolbäcksvägen till fyrfältsväg, en trafikplats, sex cirkulationsplatser, en vägbro och fem gång- och cykelbroar. Genomfartstrafiken på E4 och E12 har flyttats från centrala Umeå till Östra länken. Östra länken invigdes tillsammans med Norra länken den 6 oktober 2012.

## Norra länken
Norra länken är en förbindelse mellan E12 väster om Umeå och Östra länkens anslutning till nuvarande E4 i öster. Norra länken kommer att följa nuvarande E4 i öster, men där europavägen viker av söderut mot centrala staden kommer länken att fortsätta västerut genom I 20-skogen och korsar sedan länsväg 363 och E12. Ersboda, Marieberg, Mariedal och industriområdet Västerslätt med Umeå godsbangård och Botniabanan passeras på en sträcka på 6,7 km. Arbetsplanen för Norra länken är uppdelad i två delar; i väster delen länsväg 363−E4 och i öster Sandahöjd−E4. På den första delen byggs en 2+1-väg med mitträcke. På den andra delen av sträckan, där E4 är värdväg, kommer den befintliga tvåfältiga vägen med 13 m vägbredd att breddas till 16,5 m och fyra körfält.
På grund av stora bärighetsproblem i marken i området kring Norra länken har man bland annat tryckt ned tusentals trädstammar av gran i marken för att öka bärigheten, så kallad pålning. Trafikverket kom dock fram till att problemen var större än väntat och att det krävdes ytterligare pålning för att stabilisera marken. Detta gör att Norra länken försenas med upp till ett år och en merkostnad på 40-50 miljoner kronor tillkommer.[källa behövs] Den nya tidsplanen blev framflyttad till augusti 2012 och invigning ägde rum 6 oktober 2012.

## Västra länken
Den slutgiltiga sträckningen för Västra länken blev fastställd den 22 februari 2018, ett flertal olika alternativ hade lagts fram. De tre huvudalternativen som presenterades var dragning öster om Prästsjön, väster om sjön, eller en vägtunnel under stadsdelen Grubbe. Alternativen med Västra länken har väckte engagemang och många menade att en dragning över Backen skulle innebära kraftiga ingrepp i kultur- och rekreationsmiljöer i området. Beslutet om sträckningen för Västra länken sköts i december 2011 fram av Trafikverket på grund av att kompletterande analyser av trafikflöden skulle genomföras. Det alternativ som till sist valdes var dragningen öster om prästsjön.
Tidigare arbetsplan, vilket i huvudsak överensstämmer med den nu aktuella, beslutade regeringen år 1999 att upphäva. Ett fastställande av den föreslagna arbetsplanen leder sannolikt till ett nytt överklagande och ny prövning hos regeringen.
Den  augusti 2015 meddelade Trafikverket att man valt dragningen öster om Prästsjön samt att Västra länken beräknas bli färdig till år 2021.
I mars 2019 tecknade Trafikverket kontrakt med NCC som ska bygga nya E12, Klabbölevägen – Röbäck – Röbäcksdalen. Entreprenaden omfattar 6,5 km ny mötesfri väg med trafikplatser och cirkulationsplatser. Trafikverket tecknade också avtal med GRK som ska bygga den 530 meter långa bro som ska gå över Umeälven. De ska också bygga en bro över Baggbölevägen.

## Södra länken
Södra länken ansluter från E4 söderifrån och viker sedan av från Teg i riktning västerut mot Röbäck. En ny väg med fyra filer byggs från ny cirkulationsplats för E4 fram till ny cirkulationsplats med anslutning till centrum. Från denna cirkulationsplats och västerut över Röbäcksslätten byggs en 2+1-väg. Södra länken innefattar bland annat 3,2 km 2+1-väg med mitträcke, två cirkulationsplatser och fem planskilda passager.